# Святкова вулиця (Київ, Ленінградський район)
Святко́ва ву́лиця — зникла вулиця, що існувала в Ленінградському районі (нині — територія Святошинського) міста Києва, місцевості Академмістечко та Біличі. Пролягала від вулиці Семашка до Прилужної вулиці.
Прилучалися провулки Ірпінський та Святковий, проспект Академіка Палладіна, вулиці Чорнобильська та Прорізна.

## Історія
Вулиця виникла в 1920–30-х роках під назвою вулиця 1-го Травня або Першотравнева вулиця. Пізніше мала назву 44-та Нова вулиця, з 1944 року — Торжкова вулиця. Назву Святкова вулиця отримала 1977 року.
Ліквідована наприкінці 1980-х років у зв'язку з частковим знесенням старої забудови селища Біличі та будівництва багатоповерхових будинків.